# Javier Sánchez (tennista)
Javier Sánchez Vicario (Pamplona, 1º febbraio 1968) è un ex tennista spagnolo.

## Carriera
Sánchez vinse il titolo junior degli US Open nel 1986 e dopo divenne professionista. Vinse il suo primo titolo in doppio da professionista nel 1987 ed in singolo a Buenos Aires, nel 1988. Durante la sua carriera ha vinto, in totale, 30 titoli da professionista (4 in singolo e 26 in doppio). La posizione più alta nel ranking fu la nº 23 per il singolo (nel 1994) e la nº 9 per il doppio (nel 1992).
Sánchez è membro di una delle "famiglie tennistiche" più trionfanti al mondo. Sua sorella, Arantxa Sánchez Vicario, divenne la tennista più giovane di sempre a vincere il Roland Garros a 17 anni nel 1989 e vinse, inoltre, molti altri titoli dello Slam. Suo fratello, Emilio Sánchez, fu anch'esso un giocatore molto trionfante che vinse molti titoli dello Slam nel doppio. Nella sua prima finale ATP, a Madrid nel 1987, Javier ebbe come avversario proprio suo fratello Emilio. Fu la prima volta che due fratelli si incontravano in una finale di un torneo di alto livello. Emilio vinse il match 6–3, 3–6, 6–2. In totale i due fratelli si scontrarono in dodici occasioni durante le loro carriere: Javier vinse due match, mentre Emilio ne vinse dieci.

## Statistiche

### Singolare

#### Vittorie (4)
| Legenda                |
| Grande Slam (0)        |
| Tennis Masters Cup (0) |
| ATP Masters Series (0) |
| ATP Tour (4)           |

| N. | Data             | Torneo                         | Superficie  | Avversario in finale   | Punteggio        |
| 1. | 13 novembre 1988 | ATP Buenos Aires, Buenos Aires | Terra rossa | Guillermo Pérez Roldán | 6-2, 7-6         |
| 2. | 18 giugno 1989   | Bologna Outdoor, Bologna (1)   | Terra rossa | Franco Davín           | 6-1, 6-0         |
| 3. | 22 maggio 1994   | Bologna Outdoor, Bologna (2)   | Terra rossa | Alberto Berasategui    | 7–6(3), 4-6, 6-3 |
| 4. | 20 ottobre 1996  | Tel Aviv Open, Tel Aviv        | Cemento     | Marcos Ondruska        | 6-4, 7-5         |

#### Finali perse (8)
| N. | Data              | Torneo                           | Superficie  | Avversario in finale | Punteggio     |
| 1. | 20 settembre 1987 | Madrid Tennis Grand Prix, Madrid | Terra rossa | Emilio Sánchez       | 3-6, 6-3, 2-6 |
| 2. | 11 novembre 1989  | ATP San Paolo, San Paolo         | Sintetico   | Martín Jaite         | 6-7, 3-6      |
| 3. | 19 agosto 1991    | Croatia Open Umag, Umago         | Terra rossa | Dmitrij Poljakov     | 4-6, 4-6      |
| 4. | 15 settembre 1991 | Brasilia Open, Brasilia          | Sintetico   | Andrés Gómez         | 4-6, 6-3, 3-6 |
| 5. | 19 aprile 1992    | ATP Nizza, Nizza                 | Terra rossa | Gabriel Markus       | 4-6, 4-6      |
| 6. | 8 agosto 1993     | Austrian Open, Kitzbühel         | Terra rossa | Thomas Muster        | 3-6, 5-7, 4-6 |
| 7. | 8 agosto 1993     | ATP Praga, Praga                 | Terra rossa | Bohdan Ulihrach      | 2-6, 2-6      |
| 8. | 31 agosto 1998    | Tel Aviv Open, Tel Aviv          | Cemento     | Ján Krošlák          | 3-6, 4-6      |

### Doppio

#### Vittorie (26)
| Legenda                     |
| Grande Slam (0)             |
| Tennis Masters Cup (0)      |
| ATP Masters Series (2)      |
| ATP Championship Series (3) |
| ATP Tour (21)               |

| Titoli per superficie |
| Cemento (6)           |
| Terra rossa (20)      |
| Erba (0)              |
| Sintetico (0)         |

| N.  | Data              | Torneo                             | Superficie  | Compagno         | Avversari in finale                | Punteggio     |
| 1.  | 21 settembre 1987 | Madrid Tennis Grand Prix, Madrid   | Terra rossa | Carlos Di Laura  | Sergio Casal Emilio Sánchez        | 6–3, 3–6, 6–4 |
| 2.  | 16 novembre 1987  | ATP San Paolo, San Paolo           | Cemento     | Gilad Bloom      | Tomás Carbonell Sergio Casal       | 6–3, 6–7, 6–4 |
| 3.  | 13 giugno 1988    | ATP Bologna Outdoor, Bologna (1)   | Terra rossa | Emilio Sánchez   | Rolf Hertzog Marc Walder           | 6–1, 7–6      |
| 4.  | 14 novembre 1988  | ATP Buenos Aires, Buenos Aires     | Terra rossa | Carlos Costa     | Eduardo Bengoechea José Luis Clerc | 6–3, 3–6, 6–3 |
| 5.  | 8 maggio 1989     | BMW Open, Monaco                   | Terra rossa | Balázs Taróczy   | Peter Doohan Laurie Warder         | 7–6, 6–7, 7–6 |
| 6.  | 15 maggio 1989    | Hamburg Masters, Amburgo (1)       | Terra rossa | Emilio Sánchez   | Boris Becker Eric Jelen            | 6–4, 6–1      |
| 7.  | 19 giugno 1989    | ATP Bologna Outdoor, Bologna (2)   | Terra rossa | Sergio Casal     | Tomas Nydahl Jörgen Windahl        | 6–2, 6–3      |
| 8.  | 7 agosto 1989     | Austrian Open, Kitzbühel (1)       | Terra rossa | Emilio Sánchez   | Petr Korda Tomáš Šmíd              | 7–5, 7–6      |
| 9.  | 16 aprile 1990    | Open Seat, Barcellona (1)          | Terra rossa | Andrés Gómez     | Sergio Casal Emilio Sánchez        | 7–6, 7–5      |
| 10. | 6 agosto 1990     | Austrian Open, Kitzbühel (2)       | Terra rossa | Éric Winogradsky | Francisco Clavet Horst Skoff       | 7–6, 6–2      |
| 11. | 8 ottobre 1990    | Athens Open, Atene (1)             | Terra rossa | Sergio Casal     | Tom Kempers Richard Krajicek       | 6–4, 6–3      |
| 12. | 11 marzo 1991     | Indian Wells Masters, Indian Wells | Cemento     | Jim Courier      | Guy Forget Henri Leconte           | 7–6, 3–6, 6–3 |
| 13. | 20 maggio 1991    | Croatia Open Umag, Umago (1)       | Terra rossa | Gilad Bloom      | Richey Reneberg David Wheaton      | 7–6, 2–6, 6–1 |
| 14. | 26 agosto 1991    | Schenectady Open, Schenectady      | Cemento     | Todd Woodbridge  | Andrés Gómez Emilio Sánchez        | 3–6, 7–6, 7–6 |
| 15. | 13 aprile 1992    | Open Seat, Barcellona (2)          | Terra rossa | Andrés Gómez     | Ivan Lendl Karel Nováček           | 6–4, 6–4      |
| 16. | 18 aprile 1994    | ATP Nizza, Nizza                   | Terra rossa | Mark Woodforde   | Hendrik Jan Davids Piet Norval     | 7–5, 6–3      |
| 17. | 10 ottobre 1994   | Athens Open, Atene (2)             | Terra rossa | Luis Lobo        | Cristian Brandi Federico Mordegan  | 5–7, 6–1, 6–4 |
| 18. | 17 luglio 1995    | Allianz Suisse Open Gstaad, Gstaad | Terra rossa | Luis Lobo        | Arnaud Boetsch Marc Rosset         | 6–7, 7–6, 7–6 |
| 19. | 28 agosto 1995    | Croatia Open Umag, Umago (2)       | Terra rossa | Luis Lobo        | David Ekerot László Markovits      | 6–4, 6–0      |
| 20. | 22 aprile 1996    | Open Seat, Barcellona (3)          | Terra rossa | Luis Lobo        | Neil Broad Piet Norval             | 6–1, 6–3      |
| 21. | 13 gennaio 1997   | Medibank International, Sydney     | Cemento     | Luis Lobo        | Paul Haarhuis Jan Siemerink        | 6–4, 6–7, 6–3 |
| 22. | 10 marzo 1997     | Tennis Channel Open, Scottsdale    | Cemento     | Luis Lobo        | Jonas Björkman Rick Leach          | 6–3, 6–3      |
| 23. | 12 maggio 1997    | Hamburg Masters, Amburgo (2)       | Terra rossa | Luis Lobo        | Neil Broad Piet Norval             | 6–3, 7–6      |
| 24. | 6 ottobre 1997    | BCR Open Romania, Bucarest         | Terra rossa | Luis Lobo        | Hendrik Jan Davids Daniel Orsanic  | 7–5, 7–5      |
| 25. | 31 agosto 1998    | Waldbaum's Hamlet Cup, Long Island | Cemento     | Julián Alonso    | Brandon Coupe Dave Randall         | 6–4, 6–4      |
| 26. | 2 agosto 1999     | Croatia Open Umag, Umago (3)       | Terra rossa | Mariano Puerta   | Massimo Bertolini Cristian Brandi  | 3–6, 6–2, 6–3 |

#### Finali perse (18)
| N.  | Data              | Torneo                                        | Superficie  | Compagno       | Avversari in finale                | Punteggio     |
| 1.  | 3 agosto 1987     | Swedish Open, Båstad                          | Terra rossa | Emilio Sánchez | Stefan Edberg Anders Järryd        | 6-7, 3-6      |
| 2.  | 26 ottobre 1987   | Vienna Open, Vienna                           | Cemento (i) | Emilio Sánchez | Mel Purcell Tim Wilkison           | 3-6, 5-7      |
| 3.  | 7 novembre 1988   | ATP San Paolo, San Paolo                      | Cemento     | Ricardo Acuña  | Jay Berger Horacio de la Peña      | 7-5, 4-6, 3-6 |
| 4.  | 26 giugno 1989    | Hypo Group Tennis International, Bari         | Terra rossa | Sergio Casal   | Simone Colombo Claudio Mezzadri    | 6-0, 3-6, 3-6 |
| 5.  | 30 aprile 1990    | Monte Carlo Masters, Monte Carlo              | Terra rossa | Andrés Gómez   | Tomáš Šmíd Petr Korda              | 4-6, 6-7      |
| 6.  | 7 maggio 1990     | Madrid Tennis Grand Prix, Madrid              | Terra rossa | Andrés Gómez   | Juan Carlos Báguena Omar Camporese | 4-6, 6-3, 3-6 |
| 7.  | 16 luglio 1990    | Allianz Suisse Open Gstaad, Gstaad            | Terra rossa | Omar Camporese | Sergio Casal Emilio Sánchez        | 3-6, 6-3, 5-7 |
| 8.  | 30 settembre 1991 | Campionati Internazionali di Sicilia, Palermo | Terra rossa | Emilio Sánchez | Jacco Eltingh Tom Kempers          | 6-3, 3-6, 3-6 |
| 9.  | 25 maggio 1992    | ATP Bologna Outdoor, Bologna                  | Terra rossa | Javier Frana   | Luke Jensen Laurie Warder          | 2-6, 3-6      |
| 10. | 26 ottobre 1992   | Mercedes Cup, Stoccarda                       | Terra rossa | Marc Rosset    | Glenn Layendecker Byron Talbot     | 6-4, 3-6, 4-6 |
| 11. | 15 novembre 1993  | European Community Championship, Anversa      | Sintetico   | Wayne Ferreira | Grant Connell Patrick Galbraith    | 3-6, 6-7      |
| 12. | 11 aprile 1994    | Open Seat, Barcellona                         | Terra rossa | Jim Courier    | Evgenij Kafel'nikov David Rikl     | 7-5, 1-6, 4-6 |
| 13. | 16 maggio 1994    | Internazionali d'Italia, Roma                 | Terra rossa | Wayne Ferreira | Evgenij Kafel'nikov David Rikl     | 1-6, 5-7      |
| 14. | 16 gennaio 1995   | Heineken Open, Auckland                       | Cemento     | Luis Lobo      | Grant Connell Patrick Galbraith    | 4-6, 3-6      |
| 15. | 6 marzo 1995      | Tennis Channel Open, Scottsdale               | Cemento     | Luis Lobo      | Trevor Kronemann David Macpherson  | 6-4, 3-6, 4-6 |
| 16. | 1º maggio 1995    | Monte Carlo Masters, Monte Carlo              | Terra rossa | Luis Lobo      | Jacco Eltingh Paul Haarhuis        | 3-6, 4-6      |
| 17. | 26 ottobre 1995   | BMW Open, Monaco di Baviera                   | Terra rossa | Luis Lobo      | Trevor Kronemann David Macpherson  | 3-6, 4-6      |
| 18. | 6 maggio 1996     | ATP Praga, Praga                              | Terra rossa | Luis Lobo      | Evgenij Kafel'nikov Daniel Vacek   | 3-6, 7-6, 3-6 |

## Risultati in progressione

### Singolare
| Sigla | Risultato                        |
| ----- | -------------------------------- |
| V     | Vincitore                        |
| F     | Finalista                        |
| SF    | Semifinalista                    |
| QF    | Quarti di Finale                 |
| 4T    | Quarto turno                     |
| 3T    | Terzo turno                      |
| 2T    | Secondo turno                    |
| 1T    | Primo turno                      |
| RR    | Round Robin (World Finals)       |
| LQ    | Turno di Qualifica (Grande Slam) |
| A     | Assente                          |

| Legenda superfici    |
| Cemento              |
| Terra rossa          |
| Erba                 |
| Superficie variabile |

| Torneo                     | Torneo                     | 1985 | 1986 | 1987 | 1988 | 1989 | 1990 | 1991 | 1992 | 1993 | 1994 | 1995 | 1996 | 1997 | 1998 | 1999 | 2000 |
| Grande Slam                |                            |      |      |      |      |      |      |      |      |      |      |      |      |      |      |      |      |
| Australian Open, Melbourne | Australian Open, Melbourne | A    | NH   | A    | A    | A    | 1T   | 1T   | 1T   | 1T   | 1T   | 1T   | 1T   | 1T   | 1T   | 3T   | A    |
| Roland Garros, Parigi      | Roland Garros, Parigi      | A    | A    | 2T   | 2T   | 1T   | 4T   | 1T   | 1T   | 2T   | 1T   | 2T   | 1T   | 1T   | 1T   | A    | A    |
| Wimbledon, Londra          | Wimbledon, Londra          | A    | A    | 1T   | 1T   | A    | A    | 2T   | 2T   | 1T   | A    | A    | 1T   | 2T   | 1T   | A    | A    |
| US Open, New York          | US Open, New York          | A    | A    | 1T   | 1T   | 2T   | 1T   | QF   | 3T   | 3T   | 1T   | 1T   | QF   | 2T   | 1T   | A    | A    |

### Doppio
| Torneo                                          | Torneo                                          | 1985               | 1986               | 1987               | 1988               | 1989               | 1990  | 1991  | 1992  | 1993  | 1994  | 1995  | 1996  | 1997  | 1998  | 1999  | 2000  | Titoli | V-S   |
| Grande Slam                                     |                                                 |                    |                    |                    |                    |                    |       |       |       |       |       |       |       |       |       |       |       |        |       |
| Australian Open, Melbourne                      | Australian Open, Melbourne                      | A                  | NH                 | A                  | A                  | A                  | 2T    | 1T    | 2T    | QF    | 1T    | 1T    | 2T    | 3T    | QF    | 1T    | A     | 0 / 10 | 11–10 |
| Roland Garros, Parigi                           | Roland Garros, Parigi                           | A                  | A                  | 2T                 | 1T                 | QF                 | 1T    | 1T    | 1T    | 2T    | 2T    | 1T    | 3T    | 2T    | 2T    | 3T    | A     | 0 / 13 | 12–13 |
| Wimbledon, Londra                               | Wimbledon, Londra                               | A                  | A                  | A                  | 1T                 | A                  | A     | 1T    | A     | A     | A     | A     | 1T    | A     | A     | 1T    | A     | 0 / 4  | 0–4   |
| US Open, New York                               | US Open, New York                               | A                  | A                  | 1T                 | 2T                 | 3T                 | 2T    | 1T    | 1T    | QF    | 1T    | 1T    | QF    | 2T    | QF    | 1T    | A     | 0 / 13 | 14–13 |
| Titoli                                          | Titoli                                          | 0 / 0              | 0 / 0              | 0 / 2              | 0 / 3              | 0 / 2              | 0 / 3 | 0 / 4 | 0 / 3 | 0 / 3 | 0 / 3 | 0 / 3 | 0 / 4 | 0 / 3 | 0 / 3 | 0 / 4 | 0 / 0 | 0 / 40 | N/A   |
| Vittorie-Sconfitte                              | Vittorie-Sconfitte                              | 0–0                | 0–0                | 1–2                | 1–3                | 5–2                | 2–3   | 0–4   | 1–3   | 7–3   | 1–3   | 0–3   | 6–4   | 4–3   | 7–3   | 2–4   | 0–0   | N/A    | 37–40 |
| Tennis Masters Cup / ATP World Tour Finals      |                                                 |                    |                    |                    |                    |                    |       |       |       |       |       |       |       |       |       |       |       |        |       |
| Masters Grand Prix/ATP Tour World Championships | Masters Grand Prix/ATP Tour World Championships | A                  | A                  | A                  | A                  | A                  | A     | A     | A     | A     | A     | RR    | A     | A     | A     | A     | A     | 0 / 1  | 1–2   |
| Masters Series                                  |                                                 |                    |                    |                    |                    |                    |       |       |       |       |       |       |       |       |       |       |       |        |       |
| Indian Wells                                    | Indian Wells                                    | Non Masters Series | Non Masters Series | Non Masters Series | Non Masters Series | Non Masters Series | 1T    | V     | 2T    | 1T    | 1T    | 1T    | 1T    | 2T    | QF    | QF    | A     | 1 / 10 | 11–9  |
| Key Biscayne                                    | Key Biscayne                                    | Non Masters Series | Non Masters Series | Non Masters Series | Non Masters Series | Non Masters Series | 2T    | 2T    | A     | 2T    | 1T    | QF    | 3T    | SF    | 2T    | 2T    | A     | 0 / 9  | 9–8   |
| Monte Carlo                                     | Monte Carlo                                     | Non Masters Series | Non Masters Series | Non Masters Series | Non Masters Series | Non Masters Series | F     | QF    | 1T    | 1T    | 1T    | F     | SF    | QF    | 1T    | 1T    | A     | 0 / 10 | 13–10 |
| Roma                                            | Roma                                            | Non Masters Series | Non Masters Series | Non Masters Series | Non Masters Series | Non Masters Series | 2T    | A     | 2T    | 2T    | F     | 2T    | QF    | QF    | SF    | 1T    | A     | 0 / 9  | 15–9  |
| Amburgo                                         | Amburgo                                         | Non Masters Series | Non Masters Series | Non Masters Series | Non Masters Series | Non Masters Series | 2T    | SF    | 1T    | 1T    | 2T    | 2T    | QF    | V     | 2T    | 1T    | A     | 1 / 10 | 12–8  |
| Montreal / Toronto                              | Montreal / Toronto                              | Non Masters Series | Non Masters Series | Non Masters Series | Non Masters Series | Non Masters Series | A     | A     | A     | A     | A     | A     | SF    | A     | A     | A     | A     | 0 / 1  | 2–1   |
| Cincinnati                                      | Cincinnati                                      | Non Masters Series | Non Masters Series | Non Masters Series | Non Masters Series | Non Masters Series | A     | A     | A     | A     | A     | A     | A     | A     | A     | A     | A     | 0 / 0  | 0–0   |
| Madrid Stoccarda                                | Madrid Stoccarda                                | Non Masters Series | Non Masters Series | Non Masters Series | Non Masters Series | Non Masters Series | 1T    | A     | 2T    | A     | QF    | A     | 1T    | A     | 1T    | A     | A     | 0 / 5  | 3–5   |
| Parigi                                          | Parigi                                          | Non Masters Series | Non Masters Series | Non Masters Series | Non Masters Series | Non Masters Series | 1T    | A     | 1T    | A     | 1T    | A     | 1T    | A     | 2T    | A     | A     | 0 / 5  | 1–5   |
| Titoli                                          | Titoli                                          | N/A                | N/A                | N/A                | N/A                | N/A                | 0 / 7 | 1 / 4 | 0 / 6 | 0 / 5 | 0 / 7 | 0 / 5 | 0 / 8 | 1 / 5 | 0 / 7 | 0 / 5 | 0 / 0 | 2 / 59 | N/A   |
| Vittorie-Sconfitte                              | Vittorie-Sconfitte                              | N/A                | N/A                | N/A                | N/A                | N/A                | 4–7   | 11–3  | 3–6   | 1–4   | 7–7   | 9–4   | 10–8  | 12–4  | 6–7   | 3–5   | 0–0   | N/A    | 66–55 |
| Ranking                                         | Ranking                                         | 442                | 351                | 67                 | 76                 | 22                 | 30    | 36    | 48    | 45    | 26    | 25    | 31    | 22    | 36    | 70    | 257   | N/A    | N/A   |